# Christian Dior Couture
Vous pouvez aider à l'améliorer ou bien discuter des problèmes sur sa page de discussion.
- Il ne cite pas suffisamment ses sources. Vous pouvez indiquer les passages à sourcer avec {{référence nécessaire}} ou {{Référence souhaitée}}, et inclure les références utiles en les liant aux notes de bas de page. (Marqué depuis mars 2023)
- Son ton est trop lyrique ou dithyrambique. Le texte doit adopter un ton neutre et encyclopédique (aide). (Marqué depuis mars 2023)
- Il semble adopter un ton trop journalistique, voire sensationnaliste. Modifiez son contenu pour adopter un style encyclopédique. (Marqué depuis mars 2023)

- Archive Wikiwix
- Bing
- Cairn
- DuckDuckGo
- E. Universalis
- Gallica
- Google
- G. Books
- G. News
- G. Scholar
- Persée
- Qwant
- (zh) Baidu
- (ru) Yandex
- (wd) trouver des œuvres sur Wikidata

Christian Dior Couture est une entreprise française de mode appartenant à LVMH.
Héritage du couturier Christian Dior, bénéficiant du label « haute couture » elle trouve ses origines en 1946, fondée par Marcel Boussac.
La holding Christian Dior SE est propriétaire de LVMH SE, laquelle possède Parfums Christian Dior SA et Christian Dior Couture. Christian Dior Couture est intégrée à LVMH en 2017 par un montage financier selon lequel le groupe de luxe achète Dior Couture pour 6,5 milliards d'euros, cette somme servant à la famille Arnault pour se renforcer au sein de LVMH,,.

## Histoire

### Débuts
Créée le 8 octobre 1946, l'entreprise est inaugurée le 9 décembre suivant. Elle est fondée par le couturier Christian Dior avec la participation de Marcel Boussac qui investit 60 millions de francs et lui accorde une maison de couture à son nom, au 30, avenue Montaigne dans un hôtel particulier. Il se lance ainsi dans la mode et la haute couture.

### Le New Look

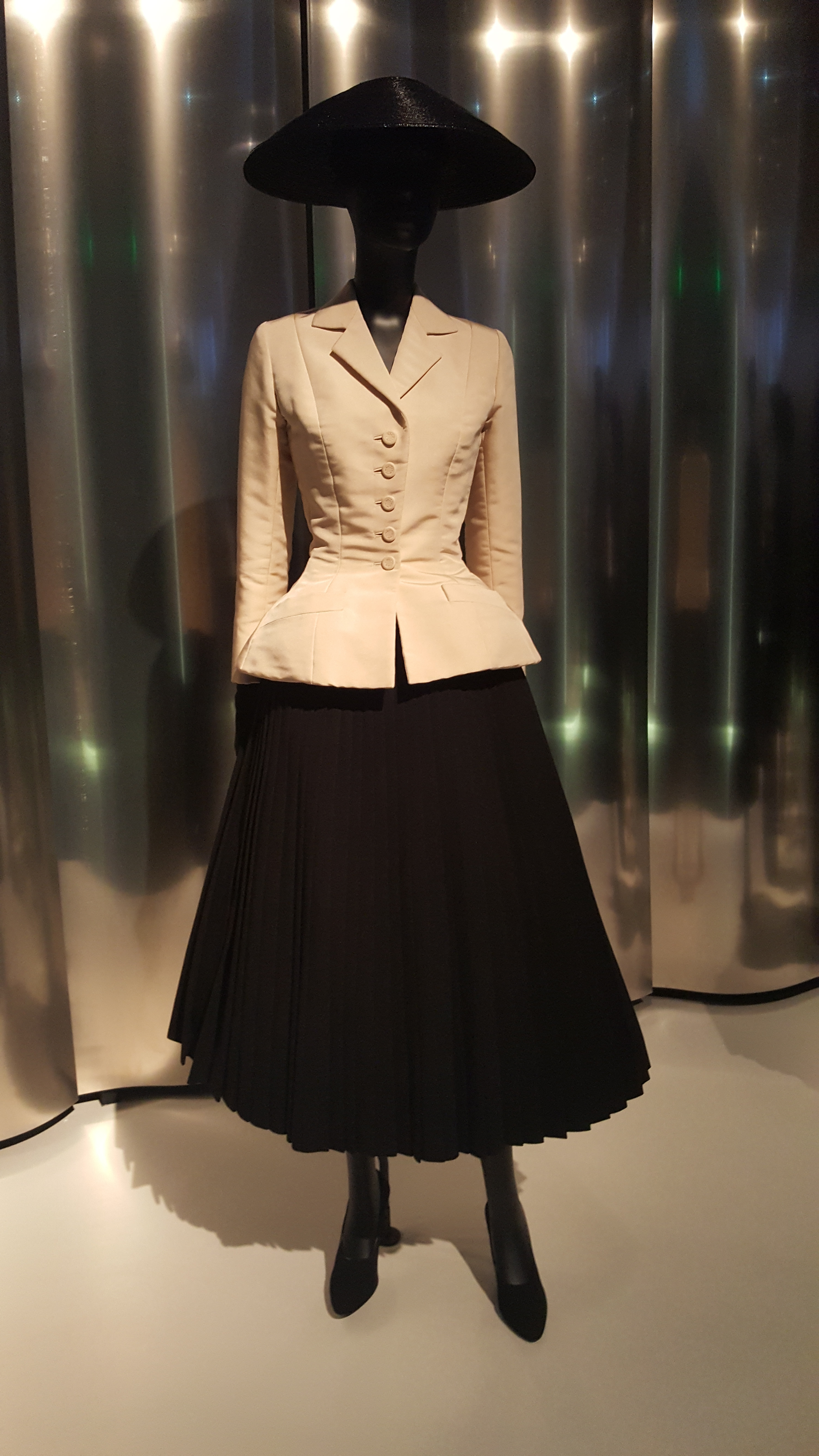
Tailleur Bar (1947).

Le 12 février 1947, Christian Dior présente son premier défilé de mode, conçu en collaboration avec son équipe, dont Pierre Cardin, alors premier tailleur. La collection redessine la silhouette féminine, dont la ligne va à l’encontre de celle qui prévalait avant-guerre : taille cintrée, poitrine haute et ronde, épaules étroites, jambes couvertes jusqu’à 40 cm au-dessus du sol. Le tailleur Bar est le modèle phare de la collection printemps-été de 1947.
Il reste possible de distinguer trois grandes périodes dans le style de Christian Dior : la première est marquée par l’influence du New Look, surnom donné à la toute première collection, présentée en 1947. La deuxième, qui s’étend de 1950 à 1953, est caractérisée par des courbes moins voluptueuses, où la taille et les hanches sont moins marquées. La dernière correspond à la ligne H de 1954, où la taille semble disparaître et où les courbes sont sensiblement gommées, dans une esthétique qui rappelle le style des années 1920.

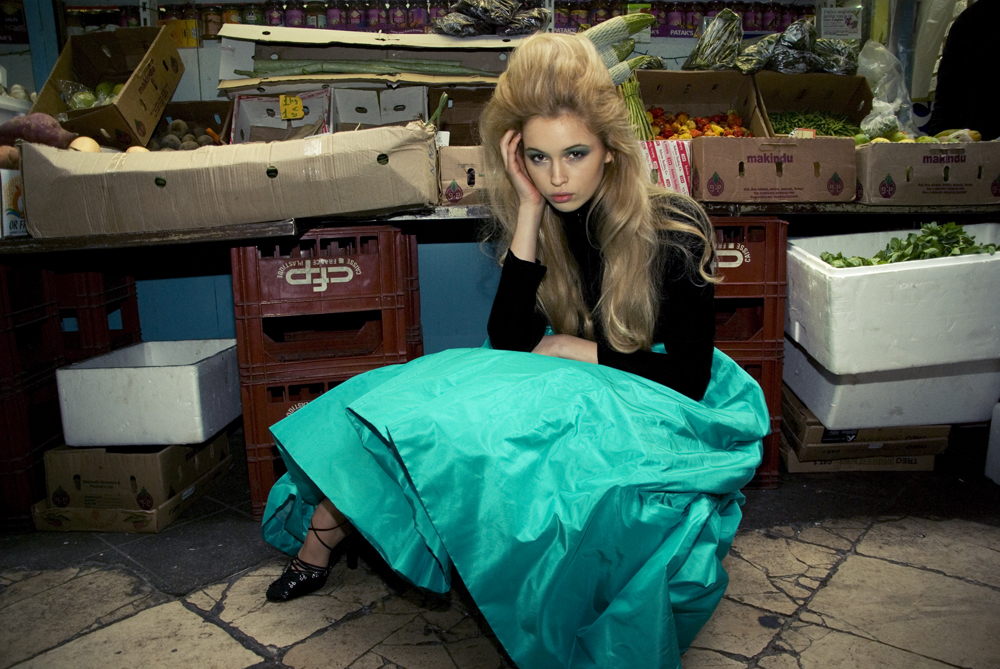
Mannequin habillée d'une robe New Look vintage Christian Dior.

Christian Dior lance, en même temps que sa maison de couture et sa première collection, une société de parfum, financée, elle aussi, par Boussac. La première fragrance, lancée en édition limitée en 1947, s’appelle Miss Dior.
Christian Dior part pour les États-Unis  pour recevoir l’Oscar qui lui est décerné par la maison Neiman Marcus pour sa première collection. Le couturier développe dans ce pays ses premières créations en prêt-à-porter à partir de 1948.
Il ouvre des bureaux de relations publiques à travers le monde, organise des défilés dans plusieurs pays, et utilise la radio et la télévision pour faire connaître la marque. Il est le couturier de nombreuses  stars, notamment Marlène Dietrich, Liz Taylor, Ava Gardner ou Marilyn Monroe. En 1957, sa maison assure plus de la moitié des exportations de la couture française, et Time Magazine le consacre à sa Une, posant avec ses ciseaux pour gaucher[réf. souhaitée]. Il met en place un système de licences, permettant à des fabricants d'accessoires de griffer leurs produits de son nom. C’est de cette manière que sont lancés les bas Dior en 1949.
En onze ans, son activité s'étend dans quinze pays et assure l’emploi de plus de deux mille personnes. Pendant cette période, cent mille robes sont vendues.

### Dior après Dior

#### Yves Saint Laurent

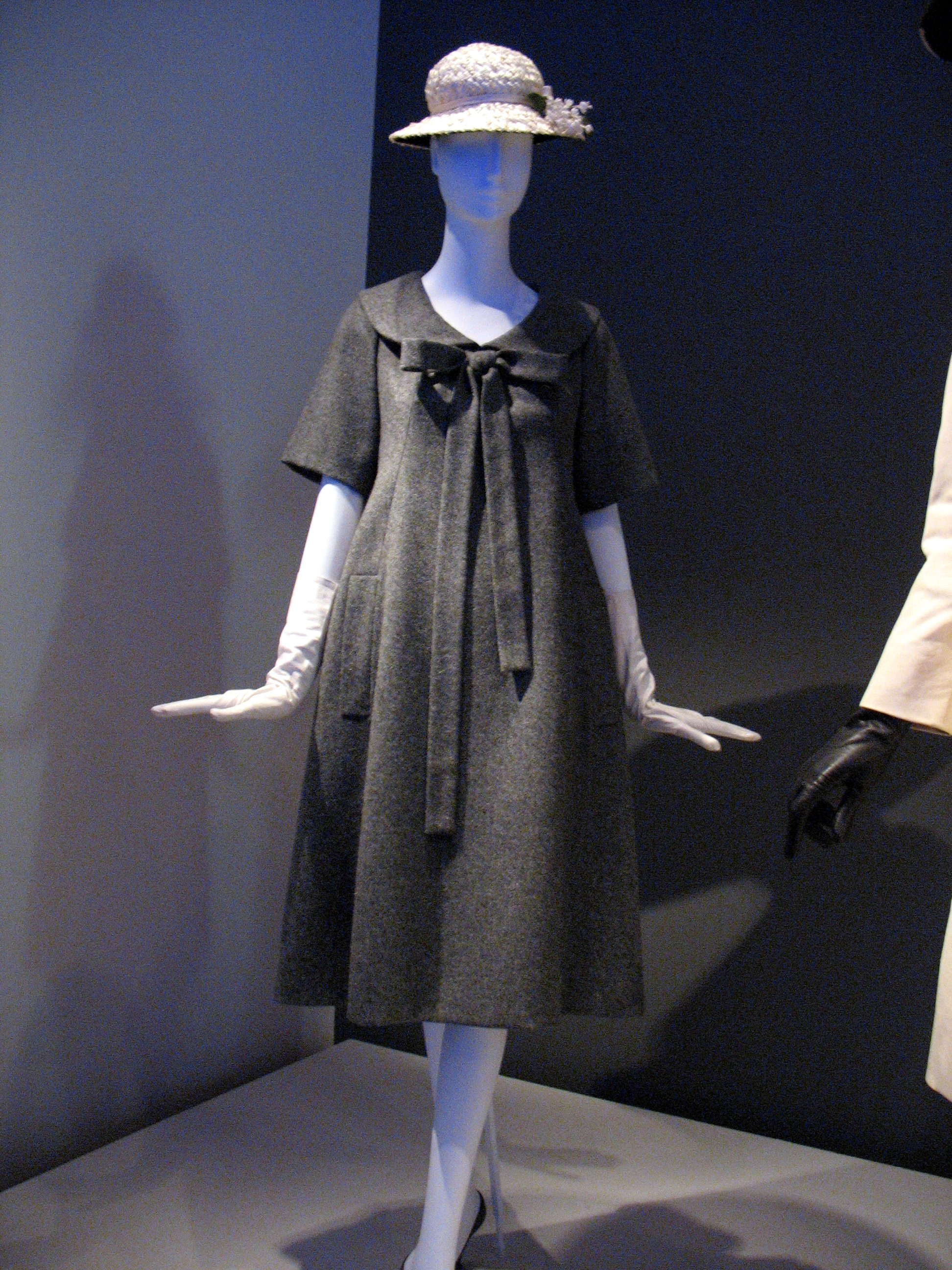
Robe Trapèze (1958).

Au décès soudain de Christian Dior, en 1957, le jeune Yves Saint Laurent, âgé de vingt-et-un ans, et entré en 1955 au service de Christian Dior, reprend la direction artistique de la maison parisienne.
Yves Saint Laurent travaille avec Raymonde Zehnacker, Marguerite Carré, Mitzah Bricard, et Suzanne Luling, qui ont entouré Christian Dior depuis le début et dont la présence rassure le public. La première collection d'Yves Saint Laurent, « Ligne Trapèze », est présentée le 30 janvier 1958, « c'est un véritable triomphe ».
La réussite de cette opération de succession est saluée par Marcel Boussac qui déclare : « aucune maison de couture n'avait survécu à son fondateur ».
En 1960, Yves Saint Laurent est appelé sous les drapeaux et fait une dépression. Il quitte alors son poste chez Dior.

#### Marc Bohan
Marc Bohan reprend l'entière responsabilité de la direction artistique et présente l'année suivante sa première collection « Slim Look ». Le style qu’il insuffle à la maison Dior s’inspire de la femme contemporaine, et plus particulièrement d’icônes comme Jackie Kennedy  avec des robes qui ne corsètent plus la silhouette, mais la laissent libre de ses mouvements.
En 1967, Dior lance Baby Dior, puis Christian Dior Monsieur en 1970.
La même année, Marc Bohan créé la toile monogramme dite « toile oblique ». Ce motif en biais apparaît pour la toute première fois sur un sac rectangulaire de la collection haute couture printemps-été 1969, réalisé en toile jacquard appelée « tapisserie de Flandres », contrastée d’un cuir végétal.
En 1975, la Maison crée sa propre ligne d’horlogerie. Jusqu'en 1988, soit près de trois décennies, Marc Bohan veillera au respect scrupuleux des traditions d’élégance du maître. À son départ, la maison Dior demeure la première maison de couture de Paris et totalise 15 % de la clientèle de la haute couture[réf. souhaitée], comptant parmi ses fidèles acheteuses de grands noms comme Liz Taylor et la famille de Monaco.

#### Gianfranco Ferré
Gianfranco Ferré, premier couturier de nationalité étrangère à intégrer Dior, présente sa première collection, à l’automne-hiver 1989. Il propose sa propre version du tailleur Bar et utilise des matières et des coupes chères à Christian Dior.

#### John Galliano
John Galliano organise de spectaculaires défilés pour Dior. La première robe qu’il dessine, bleue, coupée en biais, est pour la princesse Diana, qui la porte lors de l'inauguration de l’exposition des 50 ans de la marque Dior au Metropolitan Museum of Art de New York en décembre 1996. Galliano développe les accessoires. Il fait référence aux codes de Christian Dior tels que la palette de couleurs, l'imprimé panthère, les fleurs, ou encore les illustrations de René Gruau. La collection automne-hiver 2007-2008 comprend notamment la robe rouge Sirène. D'autres défilés ont  marqué son passage, comme celui de 1997 appelé le « nouveau New Look » ou celui de 1999 intitulé « Clochards », inspiré par les SDF. Après quelques saisons marquées par la tendance du « porno chic », John Galliano fait défiler pour sa propre marque des nains et des obèses au milieu des mannequins comme « hommage à la différence ».

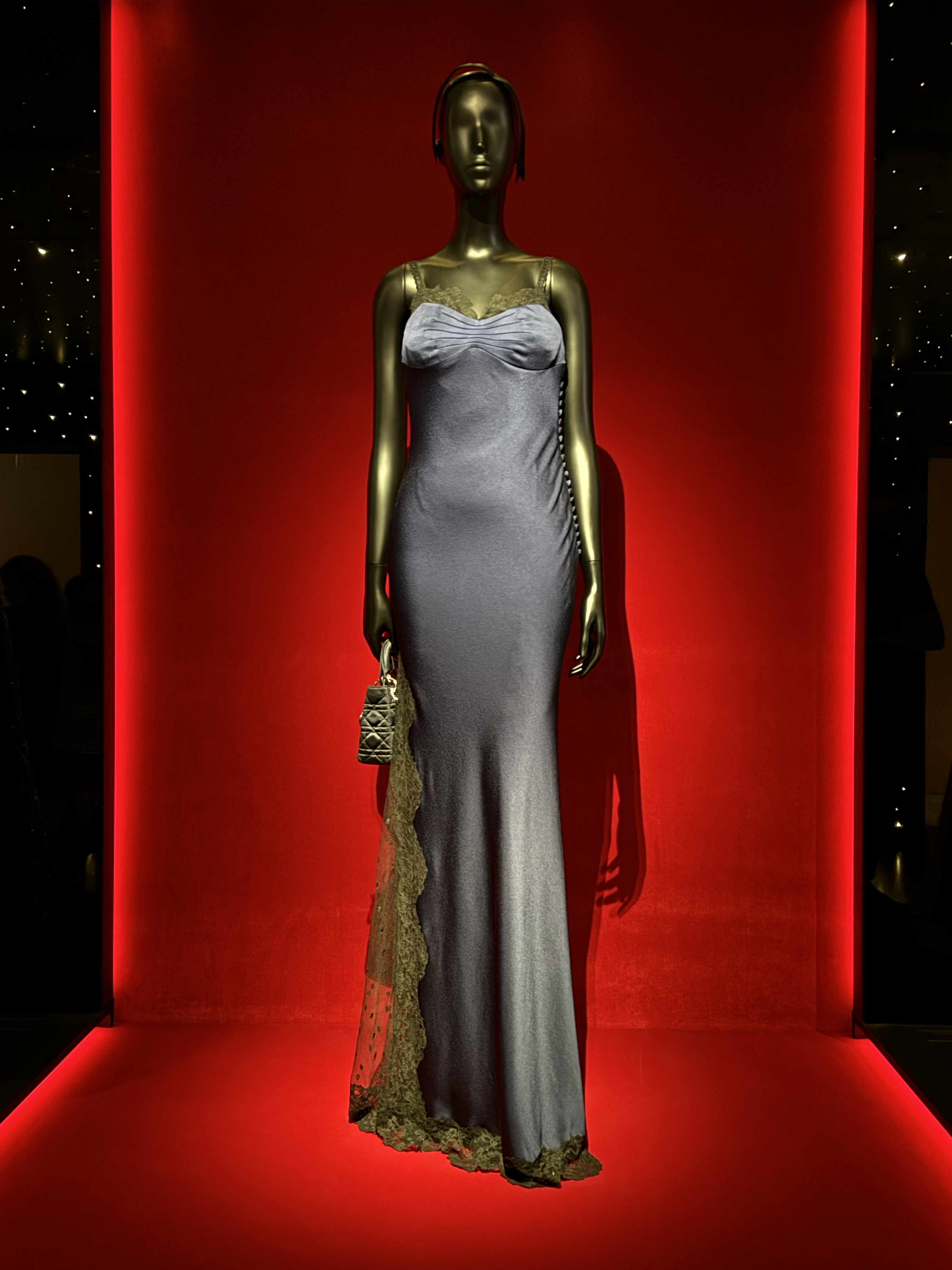
Création spéciale haute couture conçue par John Galliano et portée par la princesse Diana à l’occasion du Met Gala en décembre 1996.

La réussite de la marque durant cette période est aussi liée aux créations de maroquinerie et d'accessoires. Une des créations les plus connues est le sac « Saddle ». Créé en 2003, ce petit sac en forme de selle de cheval décliné dans de nombreuses matières est un grand succès dans les années 2000. La déclinaison « Gaucho » du Saddle inspirée des gardiens de troupeaux des plaines sud-américaines est également un succès commercial. Le Saddle, retiré de la vente en 2009, réapparaîtra en 2018.
John Galliano réinvente également la classique toile « oblique » de 1967 sous de nombreuses formes et matières (maroquinerie, prêt à porter, accessoires, articles de sport...). Les créations de Galliano contribuent au rayonnement renouvelé et au développement de Dior dans le monde.
À la fin des années 2000, les collections de maroquineries sont principalement axées autour du motif « cannage ».

À la suite de ses déboires judiciaires, John Galliano est remercié le 1er mars 2011. Entre sa première collection en 1997 et la dernière, le chiffre d'affaires de Christian Dior Couture est multiplié par quatre.

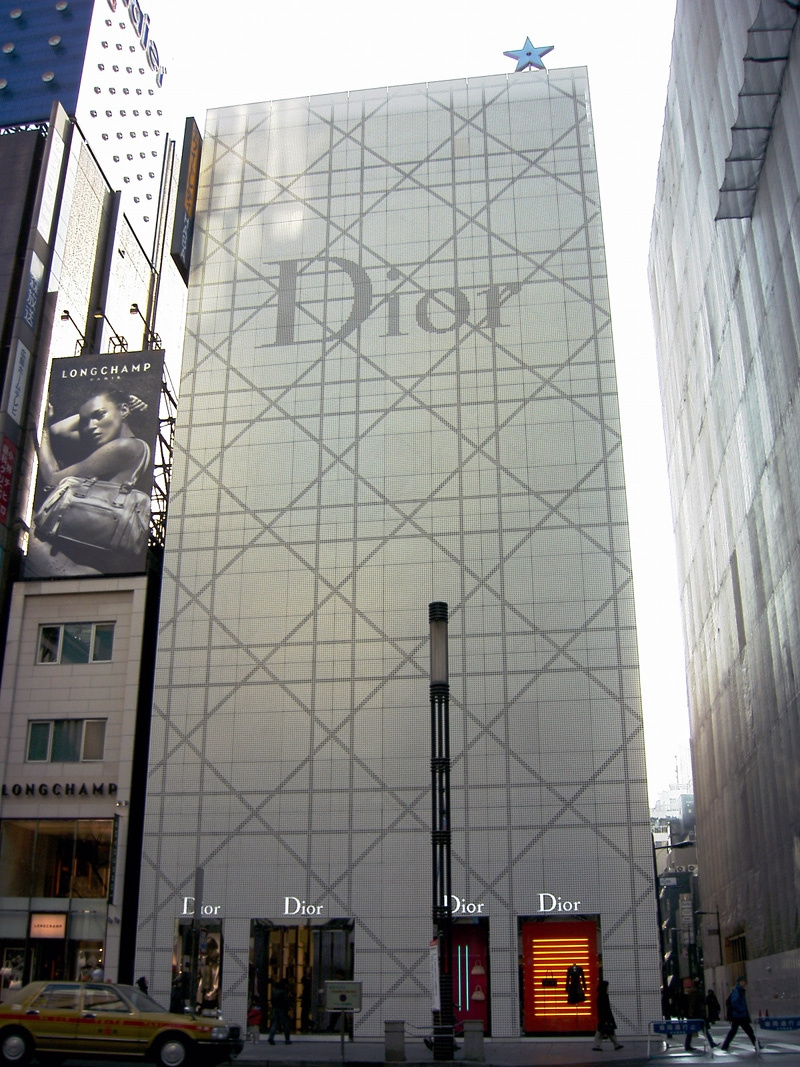
La boutique Dior à Ginza (Tokyo).

#### Raf Simons
Le Belge Raf Simons, précédemment en poste chez Jil Sander, est annoncé le 9 avril 2012 comme le nouveau directeur artistique,. Son premier défilé revient à la silhouette New Look reprise de manière très structurée. Les lignes A et H sont aussi à l’honneur, tout comme le rose et le rouge, couleurs privilégiées de Christian Dior, ou encore la coupe corolle des jupes, dans des robes bustier. Le décor du défilé, constitué de murs tapissés de fleurs, évoque le jardin de Granville où a grandi Christian Dior. Raf Simons ajoute à la collection plusieurs touches contemporaines, comme un pantalon cigarette noir qui contraste avec les nombreuses robes, des matières métallisées et des coupes asymétriques.
S’inspirant tour à tour des « femmes-fleurs » imaginées par Christian Dior,, de la passion du couturier pour l’art ou des clientes de la maison,, Raf Simmons s'inspire de plusieurs périodes historiques, du XVIIIe siècle à l’époque de la conquête spatiale et aux années 1970, et de l’atmosphère des différentes villes où se déroulent les défilés Dior : New York pour la collection croisière 2015 ou Tokyo pour la collection Esprit Dior Tokyo 2015.
Le 22 octobre 2015, Raf Simons annonce son départ de Dior, après trois ans de collaboration avec la marque française.

#### Maria Grazia Chiuri
Le 8 juillet 2016, Maria Grazia Chiuri est nommée directrice artistique de la marque à la place de Raf Simons.
Première femme à la direction artistique de la maison Dior, féministe, Maria Grazia Chiuri présente son premier défilé pour Dior  le 30 septembre 2016. La créatrice puise son inspiration dans les archives de la maison Dior en réinventant notamment la toile « oblique » créée par Marc Bohan en 1967 et absente des collections depuis 2009. Le travail de Maria Grazia trouve son équilibre entre respect des traditions et esprit contemporain. La toile oblique réinventée par M.G. est en tout point identique à celle des années 1970 et la créatrice redonne vie à de grands classiques de la maroquinerie Dior utilisant le motif sur des articles plus contemporains.
Créé en 2017, le sac « Dior Book Tote » est la première création originale de maroquinerie de l'artiste. Ce grand cabas en toile marque par sa singularité.
En 2018, c'est au tour du sac « Saddle » d'être réinventé par Maria Grazia Chiuri. D'abord imaginé en toile oblique, le sac est vite décliné en de nombreux cuirs et couleurs. La qualité de fabrication du sac est en tout point supérieure à celle du « Saddle » commercialisé de 2003 à 2009.

#### Dynamisme et développement international

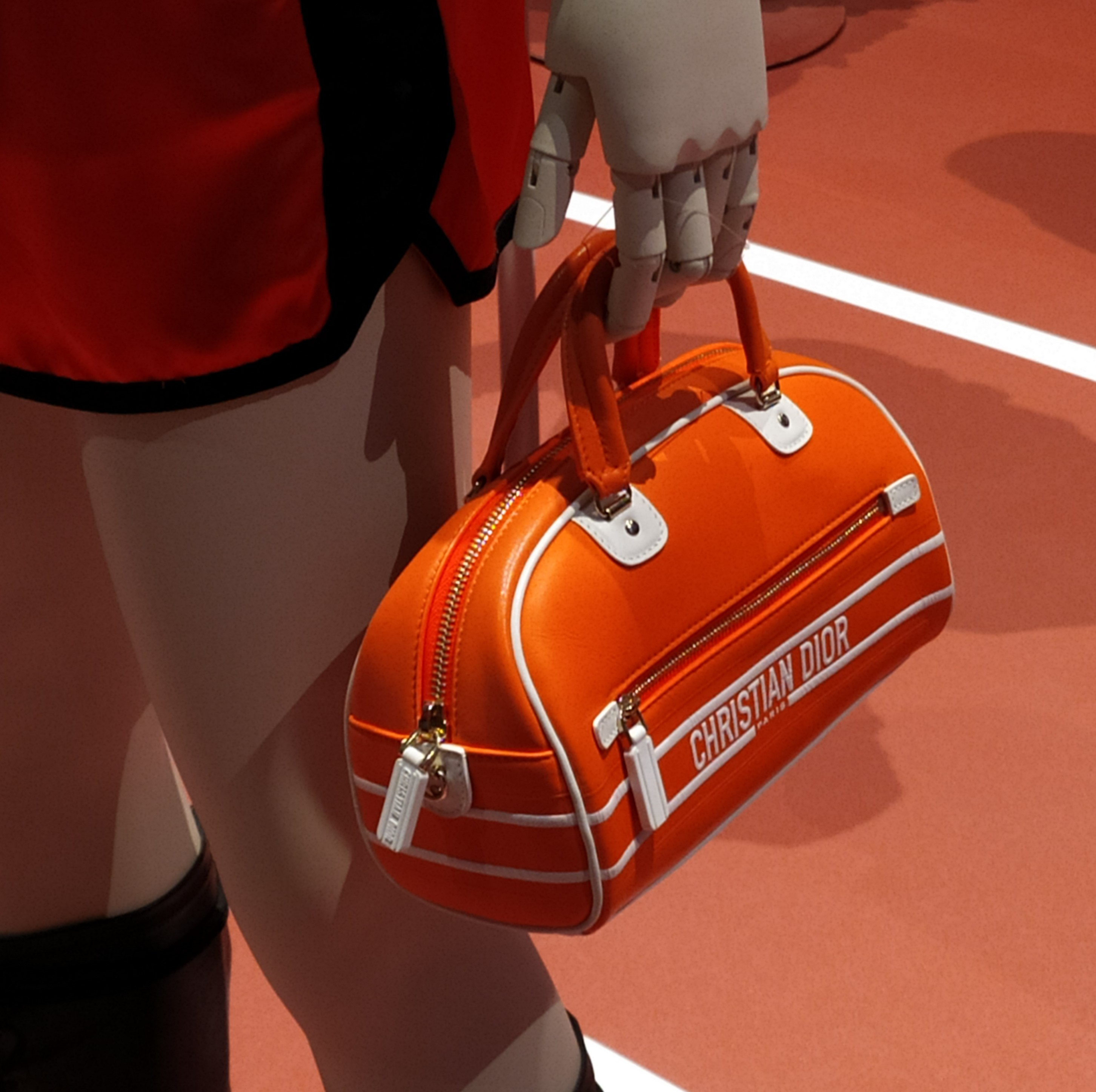
Sac « sportswear » Christian Dior. Exposition « Mode et sport. D'un podium à l'autre », musée des Arts décoratifs, Paris, 2023-2024.

Le développement de Christian Dior s'accélère peu avant les années 1990, au moment où la société passe sous le contrôle de Bernard Arnault qui rachète en 1984, le groupe de textile Boussac Saint-Frères propriétaire de la marque Christian Dioret en devient PDG en 1985. Devenu président du groupe LVMH - Moët Hennessy Louis Vuitton en 1988, il réunifie en 1989 les Parfums Christian Dior, anciennement propriété de Moët-Hennessy, et la couture, séparés depuis 1968, au sein du holding Christian Dior SE. C'est lui également qui fait appel en 1996 au couturier John Galliano , puis à Victoire de Castellane en 1998, pour la Haute Joaillerie, poursuivant l'idée de luxe global dont Christian Dior est à l'origine[réf. nécessaire].
En 1996, Dior possède 160 boutiques à travers le monde et plus de 230 en 2011. En 2012, est ouvert à Taipei (Taïwan) le plus grand point de vente à l'enseigne Dior, avec une surface de vente proche de 1 805 m2.
En 2000, le chiffre d'affaires de Christian Dior Couture s'établissait à 296 millions d'euros ; en 2010, il passe à 826 millions d'euros pour la Couture, et est toujours en progression. Quatre ans après, le chiffre d'affaires de Dior dépasse le milliard d'euros.
Dans les années 2000 et 2010, Dior diversifie ses produits, notamment vers la joaillerie et l'horlogerie. Sous la direction de Victoire de Castellane, les lignes Joaillerie ou Horlogerie prennent une importance grandissante, à l'image de la montre « D de Dior » sortie en 2003, de la première montre homme « Chiffre Rouge » en 2004, ou de « Dior Christal » en 2005. La « Dior VIII » est lancée en 2011. Pendant les années qui suivent, plusieurs directeurs artistiques succèdent à ce poste.
Les parfums sont aussi des produits essentiels de la marque Dior. François Demachy, le parfumeur exclusif de Dior pendant quinze ans et le créateur de « Dior Sauvage » prend sa retraite. C'est Francis Kurkdjian qui occupe, désormais, le poste de « parfumeur de Dior ».

### Direction
En novembre 2017, Sidney Toledano,le PDG de Christian Dior Couture pendant presque 20 ans, cède sa place à Pietro Beccari.
Depuis mars 2018, Kim Jones dirige la ligne homme, succédant à Kris Van Assche qui l'avait dirigée pendant onze ans.
En 2023, Delphine Arnault est nommée Présidente-directrice générale et Olivier Bialobos Directeur général adjoint.

## Controverses
Dior a provoqué à plusieurs reprises des scandales liés au racisme, à l'appropriation culturelle et à d'autres types de comportements sans tact envers les groupes vulnérables. La marque a notamment été accusée de racisme culturel dans les années 2000, 2010 et 2022.
En 2018, Dior obtient un score de 0 % de transparence sur la traçabilité et sa politique sociale et environnementale au Fashion Transparency Index élaboré par Fashion Revolution (en), soit l'un des plus bas des 150 entreprises du textile les plus importantes à l'échelle mondiale.
En juillet 2024, Dior a été visée par une enquête de l'autorité italienne de la concurrence (AGCM), soupconnée d'exploiter des travailleurs employés par des sous-traitants chinois. Des perquisitions ont été menées au siège de Dior en Italie, avec le soutien de l'unité anti-trust et de la garde des finances italienne. Bien que Dior valorise son artisanat, elle est accusée d'utiliser des ateliers où les employés sont sous-payés, soumis à des horaires illégaux et à des conditions de travail dangereuses. La marque a condamné les actes indignes de certains de ses fournisseurs, affirmant qu'ils contredisent ses valeurs et son code de conduite. Elle a décidé de ne plus passer de commandes à ces fournisseurs et travaille à renforcer ses processus de production.

## Filiales
Montres Dior est géré depuis 2008 sous la forme d’une coentreprise entre le groupe d’activités Montres et Joaillerie de LVMH et Christian Dior Couture et que l’activité Dior Joaillerie fait partie de Christian Dior Couture. La société Parfums Christian Dior est une filiale à 100 % du groupe LVMH. Les activités Dior Homme et Baby Dior font partie de Christian Dior Couture.

## Quelques égéries publicitaires

### Au lancement de l'entreprise
- Germaine Louise Bricard, née Neustadt, dite Mitzah[N 9] (1946-).

### Autres
- Gisele Bündchen (2004 et 2009)[70]
- Sharon Stone : produits de beauté (2005), et horlogerie (2007) ligne Christal[71]
- Rihanna : campagne « Secret Garden IV » en 2015 puis mannequin et créatrice pour une paire de lunettes de soleil en 2016

#### Maroquinerie
- Marion Cotillard : Lady Dior (sacs), depuis 2008[72]
- Mila Kunis : Miss Dior (sacs), campagne de publicité 2012[73]
- Jennifer Lawrence : Miss Dior et Be Dior (sacs) campagne 2013[74]

#### Joaillerie et Parfumerie
- Emilia Clarke : Rose des vents campagne 2015
- Johnny Depp : parfums - Dior Sauvage - depuis 2015[75]
- Orelsan : parfums - Gris Dior - campagne 2023